# Emmerich Huber
Emmerich Huber (geboren als Emerich Alexander Julius Karl Huber) (* 24. September 1903 in Wien; † 10. August 1979 in Berlin) war ein deutscher Werbezeichner, Comiczeichner, Illustrator und Karikaturist.

## Leben
Huber war hauptsächlicher Illustrator der Zeitschrift Die Blauband-Woche, die von der deutschen Margarinemarke Rama in den 1930er Jahren herausgegeben wurde.
Huber wuchs seit 1905 in Berlin auf, besuchte Volks- und Mittelschule, während Handwerksausbildungen scheiterten. Er erfuhr eine künstlerische Ausbildung bei Hans Baluschek, dann beim Gebrauchsgraphiker Joe Loe (d. i. Josef Loewenstein). 1924 bis 1926 war er bei Rudolf Mosse angestellt, arbeite kurz in Dresden, seither freiberuflich in Berlin. Von 1925 bis 1933 zeichnete er populäre Serien wie Das Neueste von Onkel Jup und Hans und Lottchen. 1933 illustrierte er das Buch Optimist sein. Auf Anordnung des Reichsministeriums für Volksaufklärung und Propaganda schuf Huber für den Völkischen Beobachter die Comicreihe Damals. Den Anforderungen der Zeitungsherausgeber nach offener Propaganda entsprach Huber insofern nicht, als er die Handlung des Comics in die Steinzeit verlegte. Huber zeichnete bis 1945 in führenden NS-Zeitschriften, etwa dem Illustrierten Beobachter, der Münchener Illustrierte und der DAF-Zeitung Arbeitertum. Darin enthalten sind zahlreiche antisemitische Karikaturen. Nach dem Krieg illustrierte er unter anderem die Bücher Meine lustige Fibel, Die Himmelswerkstatt und Bei Tüddelwitt im Zwergenwald.
In der Wochenzeitschrift Revue wurde er ab 1952 einer breiten Öffentlichkeit durch seine Karikaturen bekannt. Er hatte seinen festen Platz auf der letzten Seite der Revue mit seinem Bilderbogen von Emmerich Huber und den Familienabenteuern der Familie Kindermann. Seine Signatur war EMERICH HUBER mit einem Strich über dem „M“. Zu seinen Kollegen gehörten u. a. Olaf Iversen, Peter Großkreuz und Gerhard Brinkmann.

## Werke
- Meine lustige Fibel, Schroedel, Berlin 1954
- Die Himmelswerkstatt, Obpacher Buch- und Kunstverlag, München 1952, Coppenrath, Münster 2003
- Bei Tüddelwitt im Zwergenwald, Obpacher Buch- und Kunstverlag, München 1958
- Tagebuch eines Dackels, Dausin-Verlag, Hanau/Main 1965
- Das heitere Tabak-ABC, Muth'sche Verlagsbuchhandlung, Stuttgart 1953